# Association pour le rayonnement de la culture cistercienne
L'Association pour le rayonnement de la culture cistercienne, ou ARCCIS, est une association cherchant à promouvoir la culture cistercienne.

## Fondation et buts
L'association est fondée le 15 janvier 1996, par les différentes composantes de la famille cistercienne : l'ordre cistercien proprement dit, avec ses différentes congrégations, l'ordre cistercien de la stricte observance, les bernardines d'Esquermes, les bernardines de Collombey, les cisterciennes de l'abbaye de la Merci-Dieu, enfin les laïcs cisterciens. Elle a pour but « de faire connaître le plus largement possible la culture cistercienne sous toutes ses formes, de la défendre éventuellement contre des interprétations erronées ou tendancieuses, et de favoriser la pratique de la spiritualité cistercienne ».
Le fondateur de l'association est un laïc, Marcel Couture ; en 1994, celui-ci rencontre le père Robert Thomas, moine de Sept-Fons et lui propose de développer une association ayant pour but le rayonnement de la culture cistercienne.

## Publications
L'association publie notamment la revue Liens cisterciens et collabore à la diffusion de Collectanea cisterciensia.